# Verkehrsclub Deutschland
Der Verkehrsclub Deutschland e. V. (VCD) ist ein gemeinnütziger eingetragener Verein und Verkehrsclub, der sich für eine Verkehrswende im Sinne einer sozial- und umweltverträglichen Mobilität aller Verkehrsteilnehmer einsetzt.

## Selbstverständnis und Kernforderungen

Altes Logo des VCD (bis 2017)

Im Juni 1986 wurde der Verkehrsclub Deutschland als Reaktion auf die Verkehrspolitik der damaligen von CDU/CSU und FDP gebildeten Bundesregierung und als ökologischer Kontrapunkt zu den Automobilclubs, wie dem ADAC, von Mitgliedern verschiedener Umweltverbände und -initiativen ins Leben gerufen. Die offizielle Gründung erfolgte am 19. Juli 1986. Der VCD versteht sich als verbraucherorientierter Umweltverband, der sich für nachhaltige Mobilität einsetzt und die Interessen aller ökologisch orientierten Verkehrsteilnehmer (neben Autofahrern also auch Fahrradfahrer, Fußgänger, Bahn- und ÖPNV-Nutzer) vertritt.
Der VCD-Bundesverband erfüllt die Voraussetzungen für Gemeinnützigkeit und ist somit ein gemeinnütziger, eingetragener Verein:
- laut § 2 Abs. 1 der VCD-Satzung, Stand 6. November 2021, ist der Zweck des Vereins die „Förderung des Umweltschutzes“.[3] Damit erfüllt der VCD die Voraussetzungen für Gemeinnützigkeit gemäß § 52 Abs. 2 Nr. 8 der Abgabenordnung (§ 52 AO).
- laut VCD-Jahresbericht 2022 wurde der VCD Bundesverband „zuletzt durch einen Bescheid vom 14.12.2022 für das Jahr 2021 als besonders förderungswürdig und gemeinnützig anerkannt“.[4]
- laut VCD-Website ist der VCD „wegen Förderung des Umweltschutzes nach dem letzten uns zugegangenen Freistellungsbescheid bzw. nach der Anlage zum Körperschaftsteuerbescheid des Finanzamtes für Körperschaften I [Berlin], Steuernummer 27/680/69223 nach § 5 Abs. 1 Nr. 9 des Körperschaftsteuergesetzes von der Körperschaftsteuer befreit, weil wir ausschließlich und unmittelbar steuerbegünstigten gemeinnützigen Zwecken im Sinne der § 51 ff. der Abgabenordnung dienen.“[2]

Zu den Zielen des VCD gehören sichere Fuß- und Radwege, gesunde Luft, mehr Lebensqualität in den Städten und eine umweltschonende und bezahlbare Mobilität. Um diese zu erreichen, hat der VCD Kernforderungen an die Politik formuliert, um die Weichen für die Verkehrswende zu stellen: weg vom Auto, hin zu mehr Fuß-, Rad-, Bus- und Bahnverkehr, weg von fossilen Treibstoffen, hin zum CO2-freien Verkehr.

### Kernforderungen
Die 6 Kernforderungen des VCD lauten:
1. Fuß- und Radwege in der Stadt und auf dem Land deutlich ausbauen
2. Zahl der Bus- und Bahnnutzer verdoppeln
3. ab 2030 keine neuen Diesel und Benziner mehr, Zahl der Pkw deutlich verringern
4. neue Höchstgeschwindigkeiten einführen auf Autobahnen, Landstraßen und innerorts
5. Kostengerechtigkeit im Verkehr herstellen
6. nachhaltige Mobilität in der Bildung verankern

## Struktur

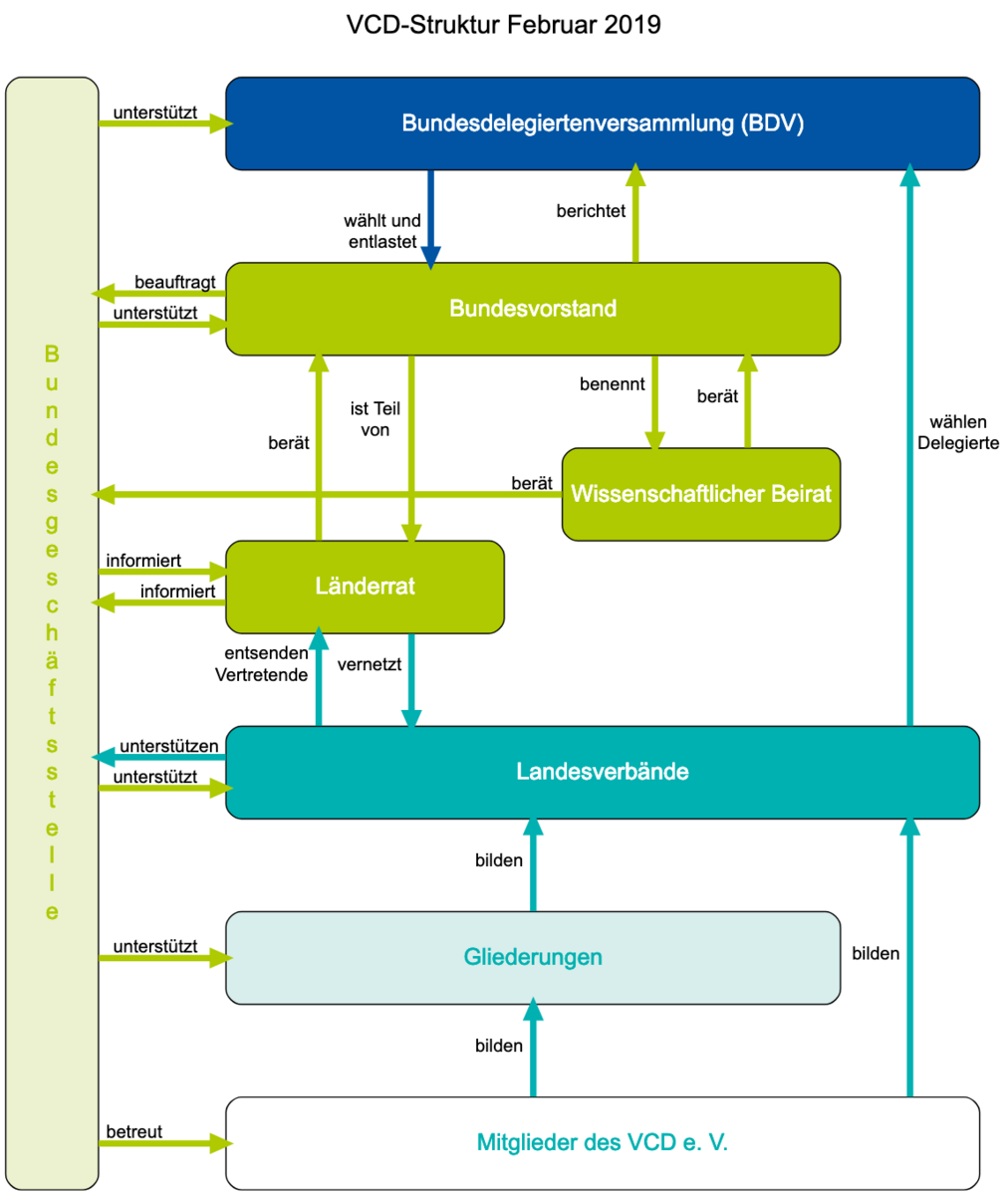
Aufbau des VCD

### Organisation
Der Verein untergliedert sich in zwölf Landesverbände: Baden-Württemberg, Bayern, Hessen, Rheinland-Pfalz, Saarland, Nordrhein-Westfalen, Niedersachsen, Bremen, Brandenburg sowie die zusammengesetzten Verbände Elbe-Saale (Sachsen, Sachsen-Anhalt und Thüringen), Nord (Hamburg und Schleswig-Holstein) und Nordost (Berlin und Mecklenburg-Vorpommern). Außerdem existieren – allerdings nicht flächendeckend – etwa 160 Regional-, Kreis- und Ortsverbände.
VCD-Mitglieder können hier aktiv mitarbeiten. Sie entsenden zudem Delegierte auf die jährlich stattfindende Bundesdelegiertenversammlung, die den Bundesvorstand wählt, die langfristigen Ziele festlegt und über die Finanzen des Verbandes wacht.
Der Länderrat mit Vertretern, die aus den Landesverbänden entsandt werden, berät den Bundesvorstand.
Der Bundesvorstand des VCD setzt die politischen Schwerpunkte des Vereins, legt die verbandspolitischen Ziele fest und repräsentiert den VCD nach außen. Die Mitglieder des Bundesvorstands (zwei Bundesvorsitzende, zwei bis vier Stellvertreter) werden alle zwei Jahre von der Bundesdelegiertenversammlung gewählt. 2020 wurde erstmals eine Doppelspitze gewählt. Die zwei Bundesvorsitzenden sollen möglichst unterschiedlichen Geschlechts sein.
Der Bundesvorstand lässt sich von den Mitgliedern des von ihm berufenen Wissenschaftlichen Beirats beraten. Der wissenschaftliche Beirat setzt sich zusammen aus Expertinnen und Experten wissenschaftlicher und universitärer Einrichtungen, Planungsbüros und Politik. Er hat derzeit (Stand 2022) 20 Mitglieder.
Die Umsetzung der Verbandsbeschlüsse sowie das operative Tagesgeschäft obliegen der Bundesgeschäftsstelle des VCD in Berlin.
Der VCD ist Unterzeichner der Initiative Transparente Zivilgesellschaft und Mitglied des Deutschen Naturschutzrings.

### Mitglieder
- 31.12.2004: 61.307[10]
- 31.12.2007: mehr als 60.000[11]
- 31.12.2009: 55.214[12]
- 31.12.2010: 54.634[13]
- 31.12.2011: 54.437[14]
- 31.12.2012: 53.648[15]
- 31.12.2013: 53.181[16]
- 31.12.2014: 53.595[17]
- 31.12.2016: 53.198[18]
- 31.12.2017: 52.596[19]
- 31.12.2018: 51.967[20]
- 31.12.2019: 52.453[21]
- 31.12.2020: 53.137[22]
- 31.12.2021: 53.196[23]
- 31.12.2022: 52.446[24]

### Vorstand
Vorsitzende des VCD sind die Juristin und Unternehmerin Kerstin Haarmann und der Unternehmensberater Matthias Kurzeck (BPV Consult GmbH). Haarmann war von 2009 bis 2011 Bundesgeschäftsführerin des VCD und ist seit 2014 geschäftsführende Gesellschafterin der cum ratione gGmbH, Paderborn (Vertrieb von Umwelttechnik und fairen Textilien, sowie Beratungsdienstleistungen). Sie ist Mitglied von Bündnis 90/Die Grünen.
Kurzeck ist seit 2016 ehrenamtlich auch im Vorstand der Allianz pro Schiene e. V.

### Ableger

#### fairkehr
Der VCD e. V. fungiert als Herausgeber des von der fairkehr Verlags GmbH gedruckten VCD-Mitgliedermagazins fairkehr. Die fairkehr erscheint seit September 1987 und informiert schwerpunktmäßig über aktuelle Umwelt- und Verkehrspolitik, Mobilität und nachhaltigen Tourismus. Ein breiter Service- und Meinungsteil ergänzt das Angebot. Aktuell erscheinen fünf Ausgaben pro Jahr.

#### Schlichtungsstelle Mobilität
Von 2004 bis 2009 war der VCD Träger der vom Verbraucherschutzministerium initiierten und finanzierten Schlichtungsstelle Mobilität, die abgelöst wurde von der Mitarbeit in der Schlichtungsstelle für den Öffentlichen Personenverkehr. Die Schlichtungsstelle vermittelt in Streitfällen zwischen Kunden und Unternehmen des öffentlichen Fernverkehrs (Bahn, Bus, Flugzeug, Fähre – keine Pauschalreisen), wenn die Parteien im ersten Schritt keine Einigung erzielen.

### Vernetzung und Kooperation

#### VCD Umwelt & Verkehr Service GmbH
Da der VCD e. V. als gemeinnützige Organisation selbst keine Versicherungsprodukte anbieten kann, gibt es die VCD Umwelt & Verkehr Service GmbH. In enger Zusammenarbeit mit dem VCD e. V. schließt diese u. a. Kfz-Schutzbriefe mit den VCD-Mitgliedern ab und bietet weitere Versicherungsleistungen an. Eine Tochtergesellschaft der GmbH mit Gewinnabführungsvertrag an diese ist die fairkehr Verlags GmbH, wo u. a. die Mitgliederzeitschrift des VCD gedruckt wird.

#### Klima-Allianz
Der VCD ist Mitglied in der Klima-Allianz Deutschland, einem Zusammenschluss aus Entwicklungsorganisationen, Vertretern der beiden großen christlichen Kirchen, Umweltverbänden und anderen Gruppen (z. B. attac oder Deutscher Alpenverein). Die Klima-Allianz versteht sich als breites gesellschaftspolitisches Bündnis, das für mehr und entschlossenere Klimapolitik eintritt und entsprechende Denkanstöße liefern will. Unter anderem setzt sie sich für den Ausbau regenerativer Energien, für Tempolimits auf Autobahnen und eine Flugticketabgabe ein.

#### Kopfbahnhof 21
Der VCD Landesverband Baden-Württemberg ist Partner im Aktionsbündnis gegen das Projekt Stuttgart 21. Mit dem Konzept Kopfbahnhof 21 hat das Aktionsbündnis ein Alternativkonzept zum Projekt der Deutschen Bahn AG vorgestellt. Der stellvertretende Landesvorsitzende Klaus Arnoldi nahm an den Schlichtungsgesprächen um Stuttgart 21 teil.

#### Allianz pro Schiene
Die Allianz pro Schiene ist ein im Jahr 2000 gegründetes breites Bündnis aus der bahnnahen Wirtschaft (Bahn- und Bauindustrie, Eisenbahnverkehrsunternehmen (EVU), Banken und Versicherungen), Umwelt- und Fahrgastverbänden, Verkehrs- und Automobilclubs, Gewerkschaften und Bahnfreunden, das sich als „Gegengewicht zur Betonpolitik der mächtigen Straßenlobby“ sieht. Ziel ist, den Anteil der Schiene im Personen- und Güterverkehr wieder deutlich zu erhöhen. Der VCD ist Gründungsmitglied, und sein Vorstandsvorsitzender wirkt im Vorstand der Allianz pro Schiene mit.

#### Verkehrs-Club der Schweiz / Verkehrsclub Österreich
Partnerorganisationen des VCD arbeiten in der Schweiz (Verkehrs-Club der Schweiz – VCS) und in Österreich (Verkehrsclub Österreich – VCÖ). Zwischen diesen Verbänden bestehen Kontakte und Kooperationen.

#### Europäische Ebene
Transport and Environment (T&E) ist die Dachorganisation von 36 nichtstaatlichen europäischen Organisationen aus dem nachhaltigen Verkehrsbereich (z. B. VCD). Sie besteht seit 1989, nimmt Einfluss auf EU-Entscheidungen und bündelt die nationalen Aktivitäten seiner Mitglieder auf europäischer Ebene.
Der VCD ist zudem Mitglied im Europäischen Fahrgastverband (European Passengers’ Federation – EPF).